# Batalla de Yenangyaung
La batalla de Yenangyaung (xinès:仁安羌大捷; pinyin: Rén'ānqiāng Dàjié ; lit. 'Gran Victòria a Yenangyaung') es va lliurar a Birmània del 16 al 19 d'abril de 1942. Com a part de la campanya de Birmània de la Segona Guerra Mundial, la batalla es va lliurar entre les forces aliades xineses i britàniques d'una banda i les japoneses de l'altra. La batalla va tenir lloc als voltants de Yenangyaung i els seus camps petroliers.

## Fons
La 55a divisió japonesa va envair Birmània el 22 de desembre de 1941. Després de la captura de Rangún el març de 1942, els aliats es van reagrupar a Birmània central. El recentment format Cos de Birmània, que estava format per tropes britàniques, índies i birmanes elevades localment, estava comandat pel tinent general William Slim. Aquesta força tenia com a objectiu defensar la vall del riu Irrawaddy; mentrestant, la força expedicionària xinesa a Birmània protegia la vall del riu Sittaung a l'est. Després que les forces japoneses capturessin Singapur i les Índies Orientals Holandeses, van poder utilitzar les divisions alliberades a causa de la seva conquesta. També van capturar camions per reforçar el seu exèrcit a Birmània i llançar atacs a Birmània central.
Un dels objectius de les forces japoneses a la vall del riu Irrawaddy era capturar els camps de petroli de Yenangyaung. La batalla per aquests camps petroliers va començar el 10 d'abril i va durar una setmana. Els japonesos van atacar la 1a divisió de Birmània a la dreta aliada i la 48a brigada d'infanteria índia a Kokkogwa a la nit durant una tempesta; tanmateix, les víctimes els van aturar. L'endemà, el 2n Regiment Reial de Tancs (2n RTR) es va enfrontar prop de Magwe a Thadodan i Alebo. Del 13 al 17 d'abril, les forces britàniques es van retirar sota els assalts japonesos. En diverses ocasions, els bloquejos de carretera japonesos van dividir la Força Fronterera de Birmània (una força de seguretat interna que actuà com a infanteria), la 1a Divisió de Birmània , la 7a Brigada Cuirassada Britànica i la 2a RTR en tres forces.
El 15 d'abril, el tinent general Slim va donar ordres per destruir els camps de petroli i la refineria. El general Harold Alexander, que comandava l'exèrcit de Birmània, va demanar al tinent general Joseph Stilwell, el comandant nord-americà del Teatre Xina Birmània Índia i cap d'estat major a Chiang Kai-shek, que traslladés immediatament la Nova 36a Divisió a la zona de Yenangyaung.

## La batalla
El 16 d'abril, gairebé 7.000 soldats britànics, juntament amb 500 presoners i civils, van ser encerclats per un nombre igual de soldats japonesos de la 33a Divisió de l'Exèrcit Imperial Japonès a Yenangyaung i el seu jaciment petrolier.
La 33a Divisió va poder avançar entre la 17a Divisió de Slim a Taungdwingyi i la 1a Divisió de Birmània al sud de Yenangyaung. Tement que el Cos de Birmània pogués quedar atrapat, Slim va demanar ajuda a la 38a divisió xinesa de Sun Li-jen.

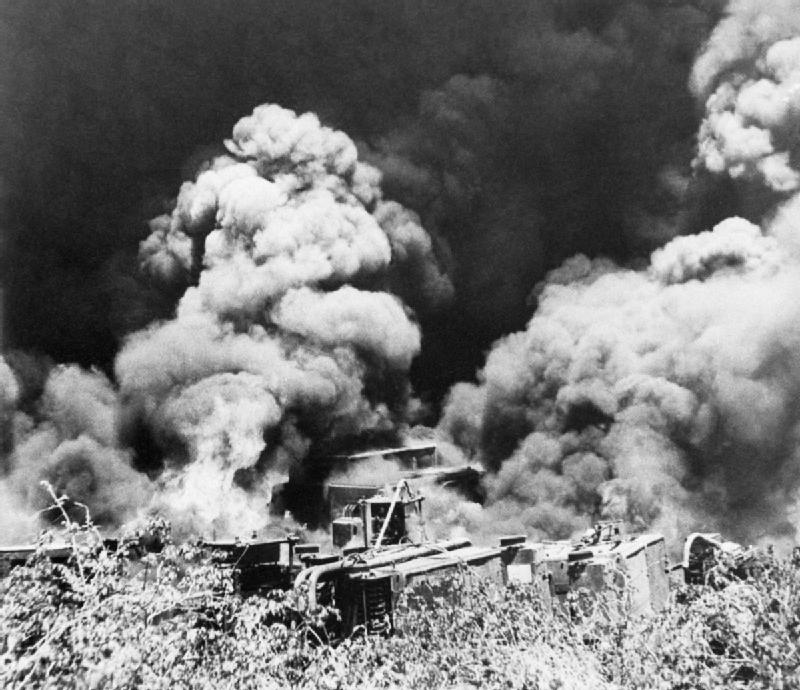
Incendis a Yenanguang provinents d'equips i instal·lacions destruïdes

El general Sun va demanar dirigir tota la seva divisió per ajudar la 1a Divisió de Birmània, però el general Lo Cho-ying, el comandant de la força expedicionària xinesa a Birmània, es va negar. El 17 d'abril, el general Sun va dirigir el seu 113è Regiment, que estava format per 1.121 homes, 800 dels quals eren personal de combat, a la missió. Com que les forces xineses no tenien artilleria ni tancs, el tinent general Slim va assignar la 7a brigada blindada, que estava comandada pel brigadier John Anstice, al general Sun. La brigada estava formada per dos regiments (batallons) de tancs lleugers M3 Stuart i una bateria de canons de 25 lliures.
Durant els tres dies següents, les forces xineses van atacar cap al sud. Les temperatures van assolir els 114°F (46°C) i el fum dels pous de petroli i les refineries enderrocats penjaven sobre el camp de batalla.
Mentrestant, la 1a Divisió de Birmània va lluitar cap a i a través del riu Pin Chaung, on es van trobar amb la columna de relleu el 19 d'abril. L'endemà, les forces xineses van atacar cap al sud cap a Yenangyaung i Pin Chaung. L'atac va fer que els japonesos patissin baixes, però les forces aliades no van poder mantenir els camps de petroli i van haver de retirar-se cap al nord.

## Resultats
Segons Allen, els britànics van ser "privats d'un port de subministrament a Rangoon, [i] després de [la seva] font de combustible a Yenangyaung[;] la pregunta ja no era si retirar-se, sinó on anar?":70